# Nucourt
Nucourt est une commune du département du Val-d'Oise, en région Île-de-France.
Ses habitants sont appelés les Nucourtois.

## Géographie

### Localisation
Le village est situé au cœur du parc naturel régional du Vexin français, à 4,5 km à l'est de Magny-en-Vexin et à 50 km environ au nord-ouest de Paris.

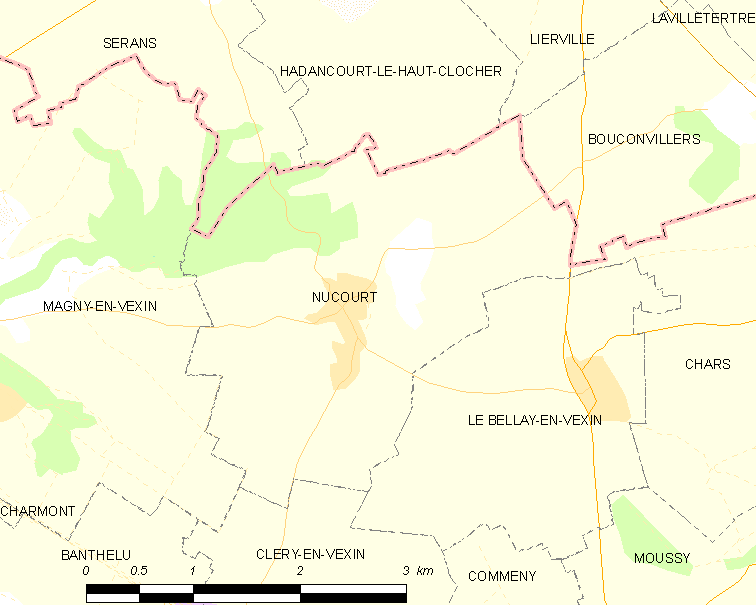
Carte de la commune.
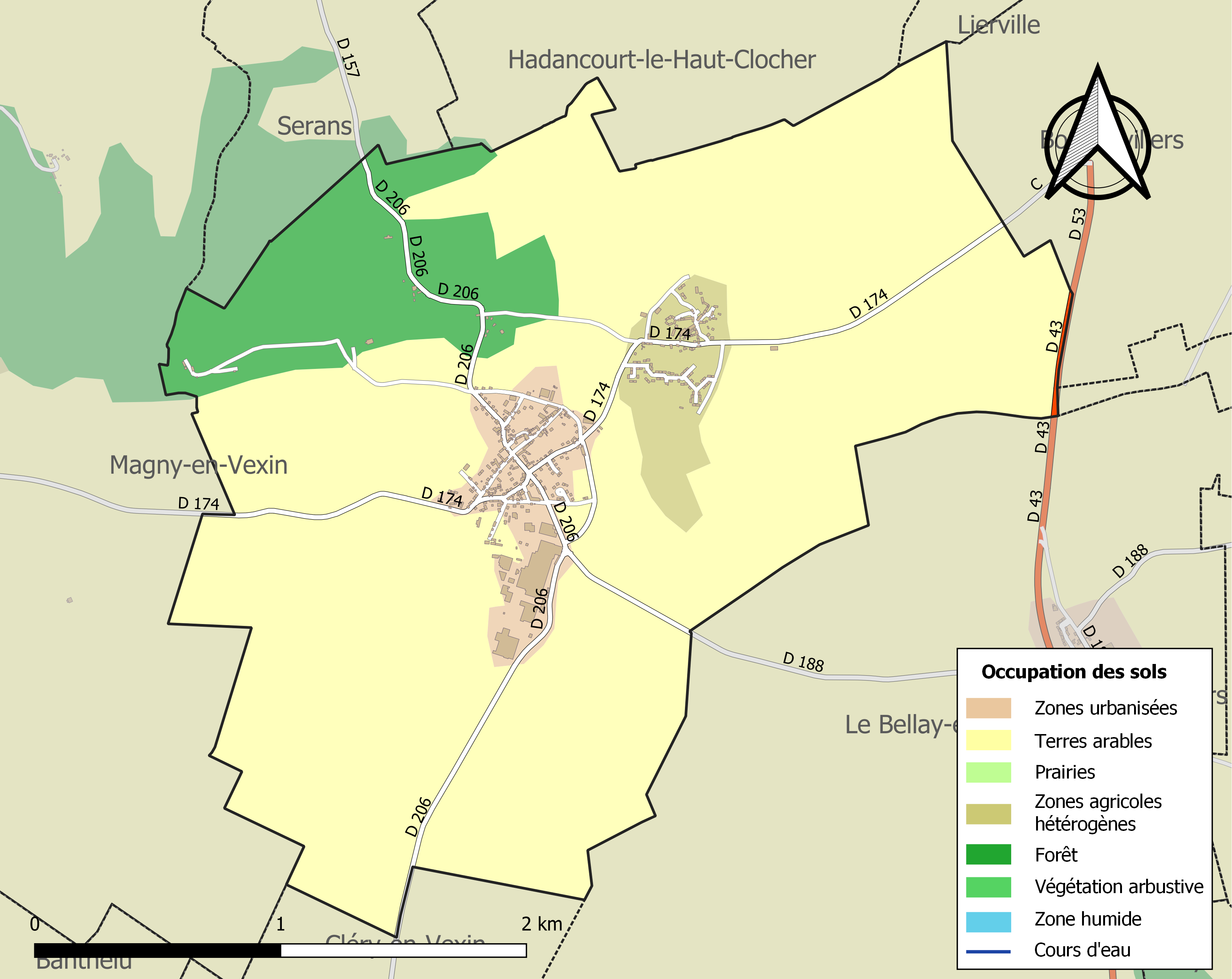
Occupation des sols.

### Communes limitrophes
| Serans (Oise)  | Hadancourt-le-Haut-Clocher (Oise) | Bouconvillers Lierville (Oise) |
| Magny-en-Vexin | Nucourt                           | Chars                          |
|                | Cléry-en-Vexin                    | Le Bellay-en-Vexin             |

### Lieux-dits et écarts
Nucourt possède deux écarts : le hameau de Hardeville et l'église Saint-Quentin.

### Géologie et relief
La superficie de la commune est de 765 hectares ; son altitude varie entre 85 et 137 mètres.

### Hydrographie
L'Aubette de Magny, affluent de l'Epte, y prend sa source.

### Occupation des sols simplifiée
Le territoire de la commune se compose en 2017 de 91,74 % d'espaces agricoles, forestiers et naturels, 2,01  % d'espaces ouverts artificialisés et 6,25 % d'espaces construits artificialisés

### Climat
Pour des articles plus généraux, voir Climat de l'Île-de-France et Climat du Val-d'Oise.
En 2010, le climat de la commune est de type climat océanique dégradé des plaines du Centre et du Nord, selon une étude du CNRS s'appuyant sur une série de données couvrant la période 1971-2000. En 2020, Météo-France publie une typologie des climats de la France métropolitaine dans laquelle la commune est exposée à un climat océanique et est dans la région climatique Sud-ouest du bassin Parisien, caractérisée par une faible pluviométrie, notamment au printemps (120 à 150 mm) et un hiver froid (3,5 °C).
Pour la période 1971-2000, la température annuelle moyenne est de 10,5 °C, avec une amplitude thermique annuelle de 14,4 °C. Le cumul annuel moyen de précipitations est de 720 mm, avec 10,8 jours de précipitations en janvier et 8 jours en juillet. Pour la période 1991-2020, la température moyenne annuelle observée sur la station météorologique la plus proche, située sur la commune de Jaméricourt à 16 km à vol d'oiseau, est de 11,0 °C et le cumul annuel moyen de précipitations est de 695,7 mm,. Pour l'avenir, les paramètres climatiques de la commune estimés pour 2050 selon différents scénarios d'émission de gaz à effet de serre sont consultables sur un site dédié publié par Météo-France en novembre 2022.

## Urbanisme

### Typologie
Au 1er janvier 2024, Nucourt est catégorisée commune rurale à habitat dispersé, selon la nouvelle grille communale de densité à sept niveaux définie par l'Insee en 2022.
Elle est située hors unité urbaine. Par ailleurs la commune fait partie de l'aire d'attraction de Paris, dont elle est une commune de la couronne,. Cette aire regroupe 1 929 communes,.

## Toponymie
En 832, Nucourt est appelée Niriaco.
Sur la carte de france de Cassini dressée au XVIIIe siècle : Neucourt.
Niriaco, Nicoria, Niukora, Nuiecuriam, Nuescort, Neucourt, Nucourt.

## Histoire

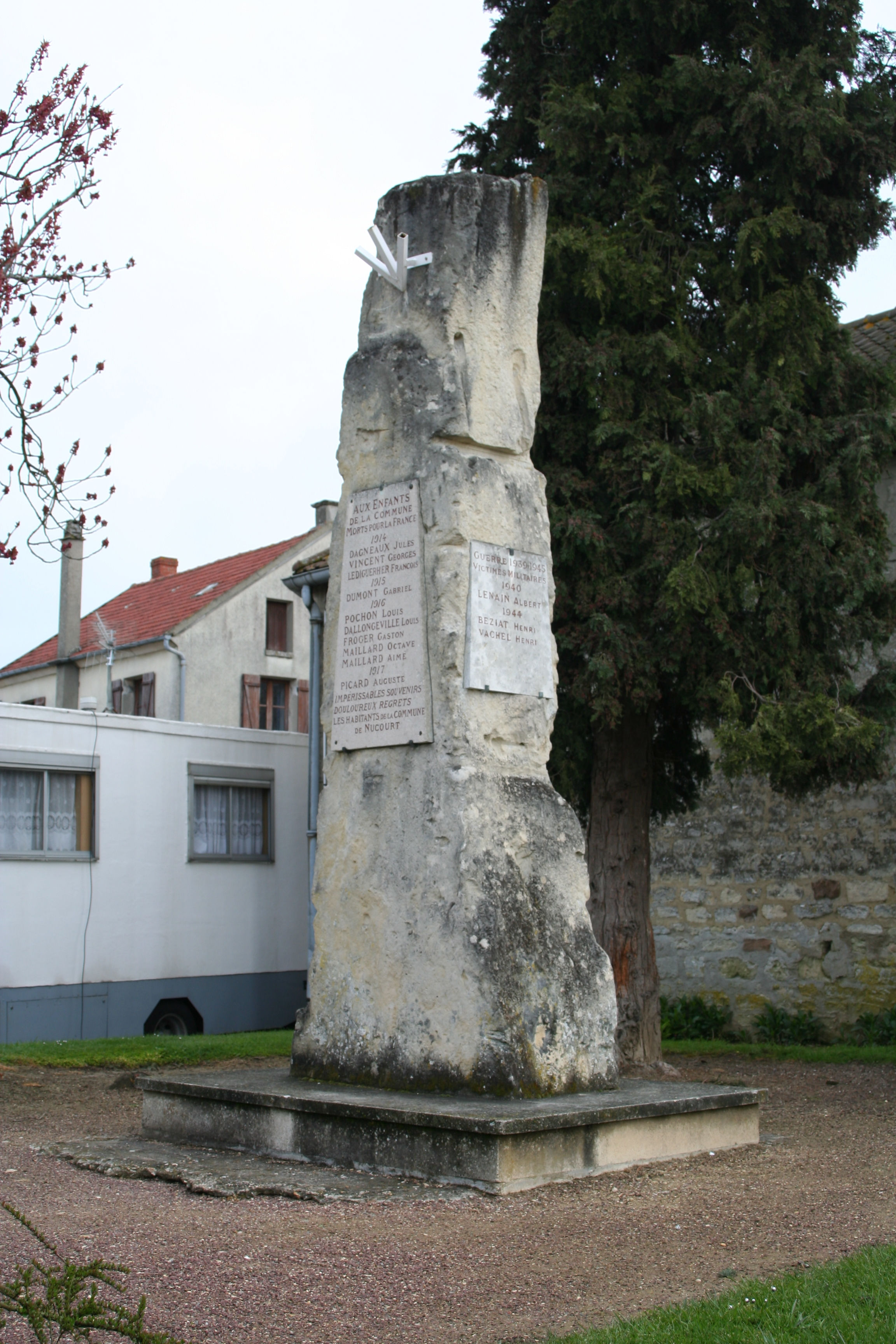
Le monument aux morts.

Lors de la reconstruction de l'enceinte entre le milieu du Xe et le tout début du  XIe siècle on réutilise comme carrière de pierre le fossé défensif d'un site protohistorique, le « Camp de César »
Pendant la Seconde Guerre mondiale, les Allemands utilisèrent des carrières voisines pour le montage des fusées V1.
Nucourt fut bombardée une première fois le 22 juin 1944, lors de l'Opération Crossbow, par 70 B17 et une seconde fois le 15 juillet 1944 par  47 Lancaster et 6 Mosquito pour tenter de détruire ces dépôts.
Le village a alors été détruit à 80 %. Les carrières ont été murées depuis.

## Politique et administration

### Intercommunalité
La commune, initialement membre de la communauté de communes du Plateau du Vexin, est membre, depuis le 1er janvier 2013, de la communauté de communes Vexin centre.
En effet, cette dernière a été constituée le 1er janvier 2013 par la fusion de la communauté de communes des Trois Vallées du Vexin (12 communes), de la communauté de communes Val de Viosne (14 communes) et  de la communauté de communes du Plateau du Vexin (8 communes), conformément aux prévisions du schéma départemental de coopération intercommunale du Val-d'Oise approuvé le 11 novembre 2011.

### Liste des maires
| Période                                  | Période        | Identité            | Étiquette | Qualité                                             |
| ---------------------------------------- | -------------- | ------------------- | --------- | --------------------------------------------------- |
| Les données manquantes sont à compléter. |                |                     |           |                                                     |
| 1900                                     | 1906           | Dominique Morin     |           |                                                     |
| 1906                                     | 1909           | Eugène Bossu        |           |                                                     |
| 1909                                     | 1911           | Adolphe Cheron      |           |                                                     |
| 1911                                     | 1912           | Aimé Fleurier       |           |                                                     |
| 1912                                     | 1925           | Eugène Bossu        |           |                                                     |
| 1925                                     | 1945           | Maurice Vachel      |           |                                                     |
| 1945                                     | 1959           | Robert Boitel       |           |                                                     |
| 1959                                     | 1995           | Jean-Marc Gernigon, |           | Conseiller général du canton de Marines (1967-1992) |
| 1995                                     | 2008           | Odile Dywicki       |           |                                                     |
| mars 2008                                | 2014           | Alain Prache        | SE        | Inspecteur des services judiciaires                 |
| 2014,                                    | septembre 2015 | Jean-Claude Impens  | SE        | Démissionnaire                                      |
| septembre 2015                           | Mai 2020       | Philippe Flahaut    | SE        |                                                     |
| 25 mai 2020                              | En cours       | Émilie Vallet       | SE        |                                                     |

### Jumelages
La commune de Nucourt est jumelée avec :
- Wenings (Allemagne) depuis 1969[23].

### Politique environnementale
Une zone de 17,64 ha dite « des Trois sources » a été classée en espace naturel sensible départemental en 2022. Cette zone regroupe le bois de la Carrelette et les sources de l’Aubette de Magny. Elle est également classée Zone naturelle d’intérêt écologique faunistique et floristique (ZNIEFF) de type 1 et de type 2, afin de protéger ses habitats humides et boisés.

## Population et société

### Démographie
L'évolution du nombre d'habitants est connue à travers les recensements de la population effectués dans la commune depuis 1793. Pour les communes de moins de 10 000 habitants, une enquête de recensement portant sur toute la population est réalisée tous les cinq ans, les populations de référence des années intermédiaires étant quant à elles estimées par interpolation ou extrapolation. Pour la commune, le premier recensement exhaustif entrant dans le cadre du nouveau dispositif a été réalisé en 2006.

En 2022, la commune comptait 719 habitants, en évolution de +0,28 % par rapport à 2016 (Val-d'Oise : +4 %, France hors Mayotte : +2,11 %).
| 1793 | 1800 | 1806 | 1821 | 1831 | 1836 | 1841 | 1846 | 1851 |
| ---- | ---- | ---- | ---- | ---- | ---- | ---- | ---- | ---- |
| 240  | 284  | 278  | 291  | 286  | 295  | 309  | 313  | 328  |

| 1856 | 1861 | 1866 | 1872 | 1876 | 1881 | 1886 | 1891 | 1896 |
| ---- | ---- | ---- | ---- | ---- | ---- | ---- | ---- | ---- |
| 330  | 355  | 340  | 364  | 377  | 411  | 413  | 417  | 366  |

| 1901 | 1906 | 1911 | 1921 | 1926 | 1931 | 1936 | 1946 | 1954 |
| ---- | ---- | ---- | ---- | ---- | ---- | ---- | ---- | ---- |
| 353  | 361  | 356  | 355  | 418  | 417  | 367  | 293  | 355  |

| 1962 | 1968 | 1975 | 1982 | 1990 | 1999 | 2006 | 2011 | 2016 |
| ---- | ---- | ---- | ---- | ---- | ---- | ---- | ---- | ---- |
| 442  | 645  | 593  | 544  | 542  | 779  | 774  | 722  | 717  |

| 2021 | 2022 | - | - | - | - | - | - | - |
| ---- | ---- | - | - | - | - | - | - | - |
| 712  | 719  | - | - | - | - | - | - | - |

### Enseignement
La commune compte une école maternelle et primaire : l'école publique Les quatre vents. Les collégiens sont sectorisés à Magny-en-Vexin (distante d'environ 7 km) et les lycéens à Cergy (distante d'environ 27 km).

### Sports
Deux courts de tennis extérieurs, un mur de tennis, un terrain de football et deux terrains de boules.

### Manifestations culturelles et festivités

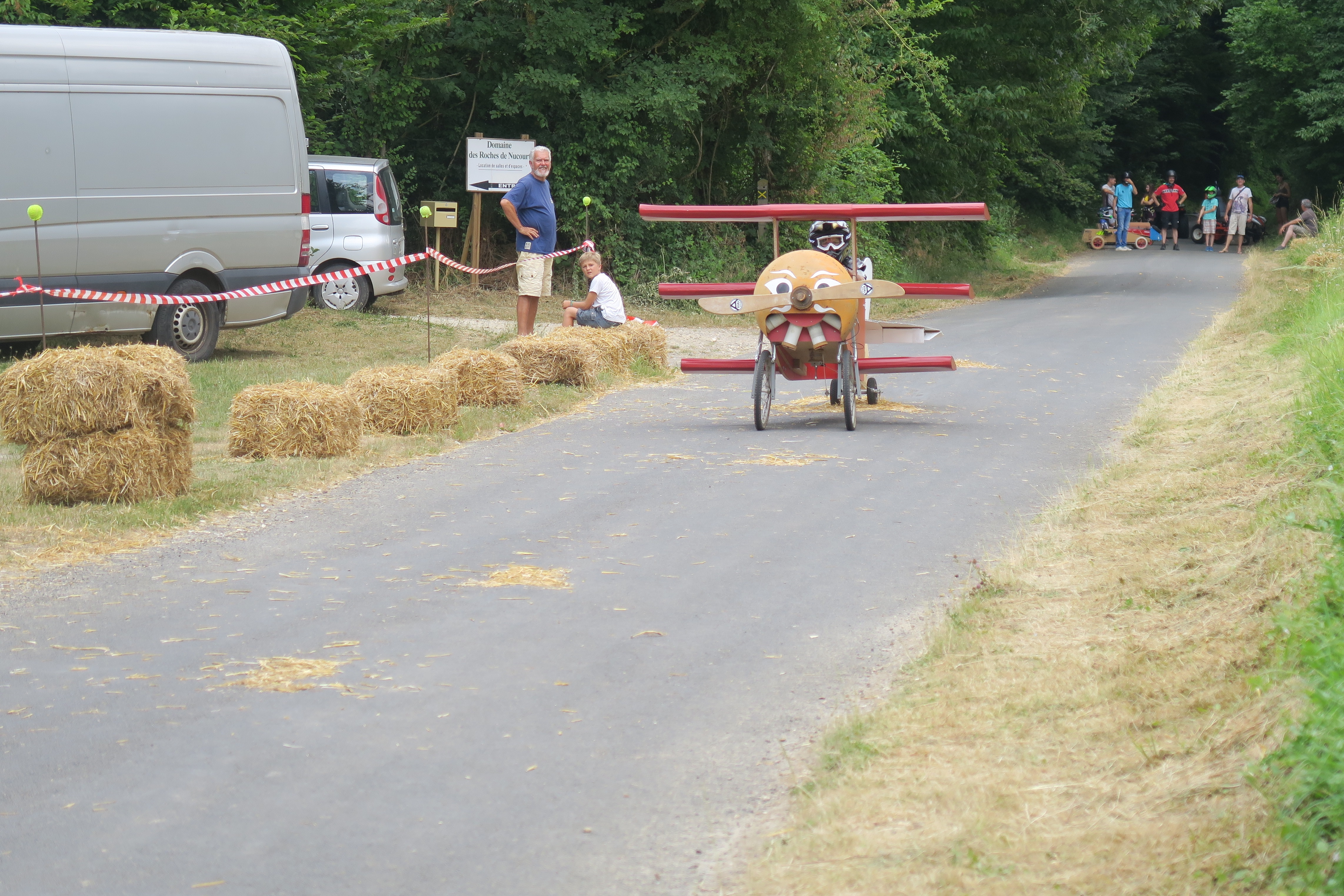
Caisse à savon « Baron Rouge »

Un feu d'artifice est tiré traditionnellement le soir de la fête du village qui se déroule le samedi du premier week end de juillet. Depuis 2016, un concours de caisses à savon folkloriques est organisé le dimanche après-midi au lendemain de la fête communale.
De 2011 à 2017, le festival culturel Césarts fête la planète s'est produit à Nucourt vers le dernier dimanche du mois de septembre. Plusieurs animations comme des concerts, spectacles pour enfants, ballades à poney, ventes de produits régionaux et autres activités s'y sont déroulées. Le nom de ce festival « éco-responsable », provient du lieu où sont se sont déroulées les huit premières éditions : le Camp de César. Lieu où sont organisés aussi des mariages, des anniversaires, des colonies de vacances...

## Économie
- Exploitations agricoles.

## Culture locale et patrimoine

### Lieux et monuments

#### Monuments historiques

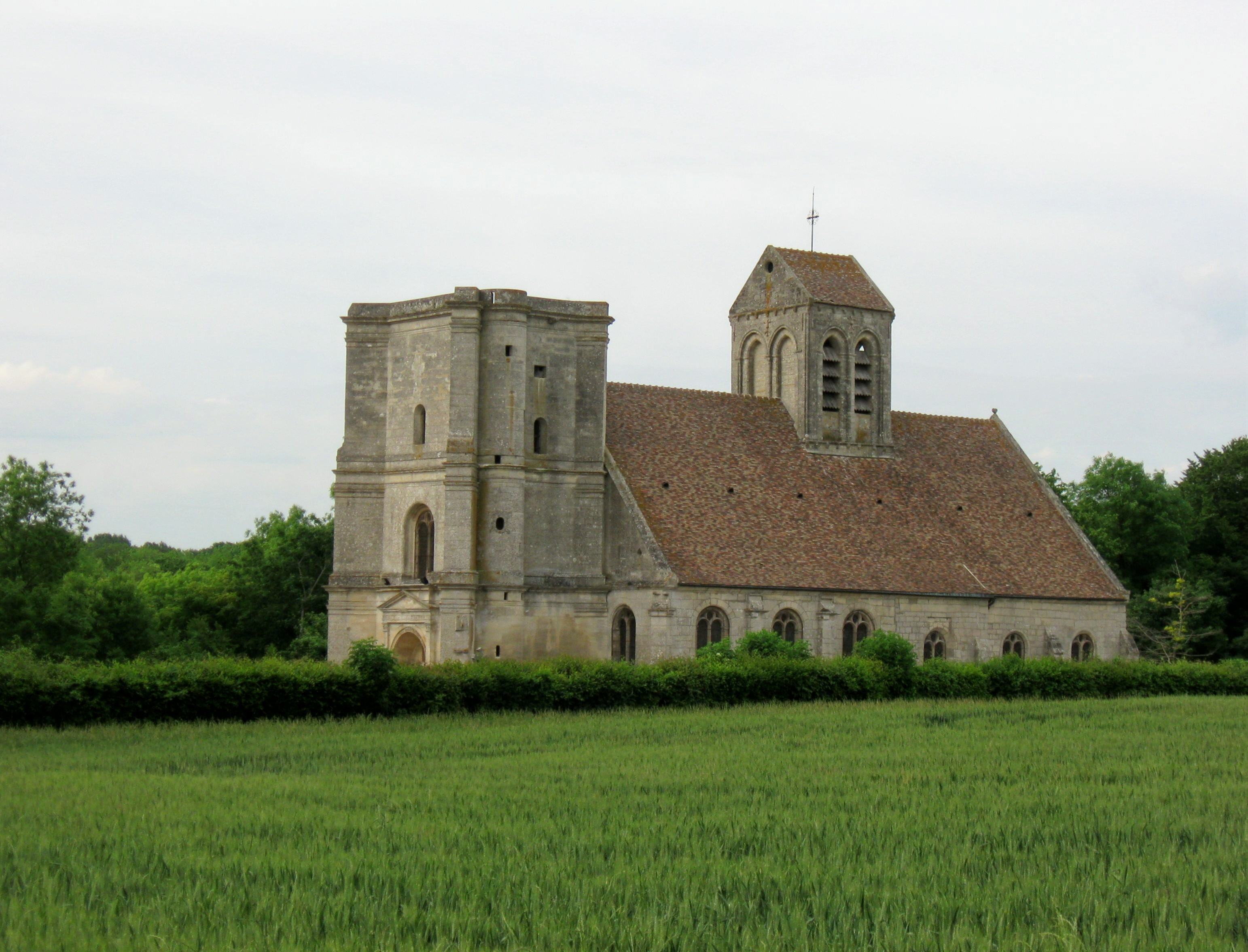
Église Saint-Quentin.
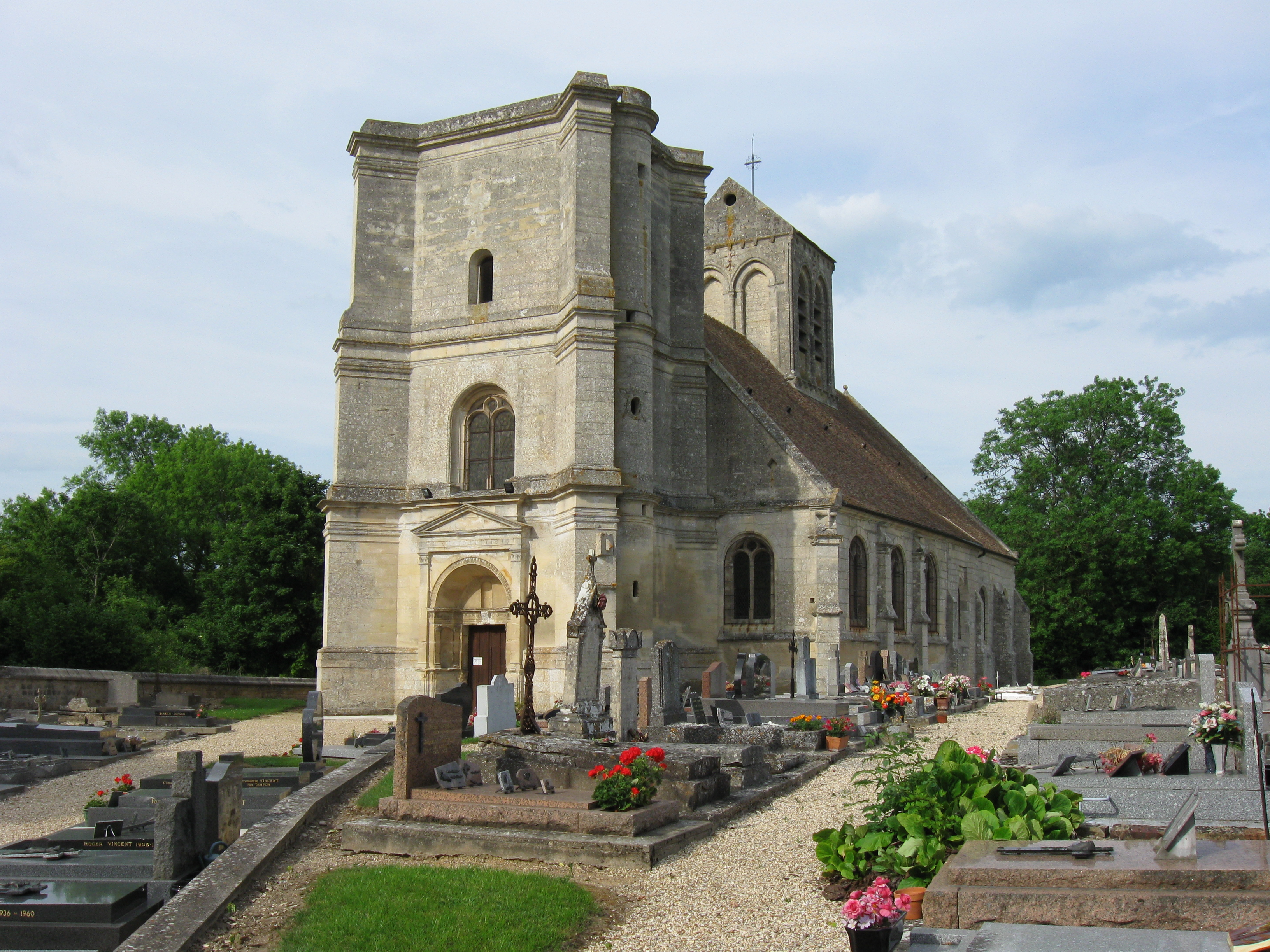
Vue depuis le cimetière.
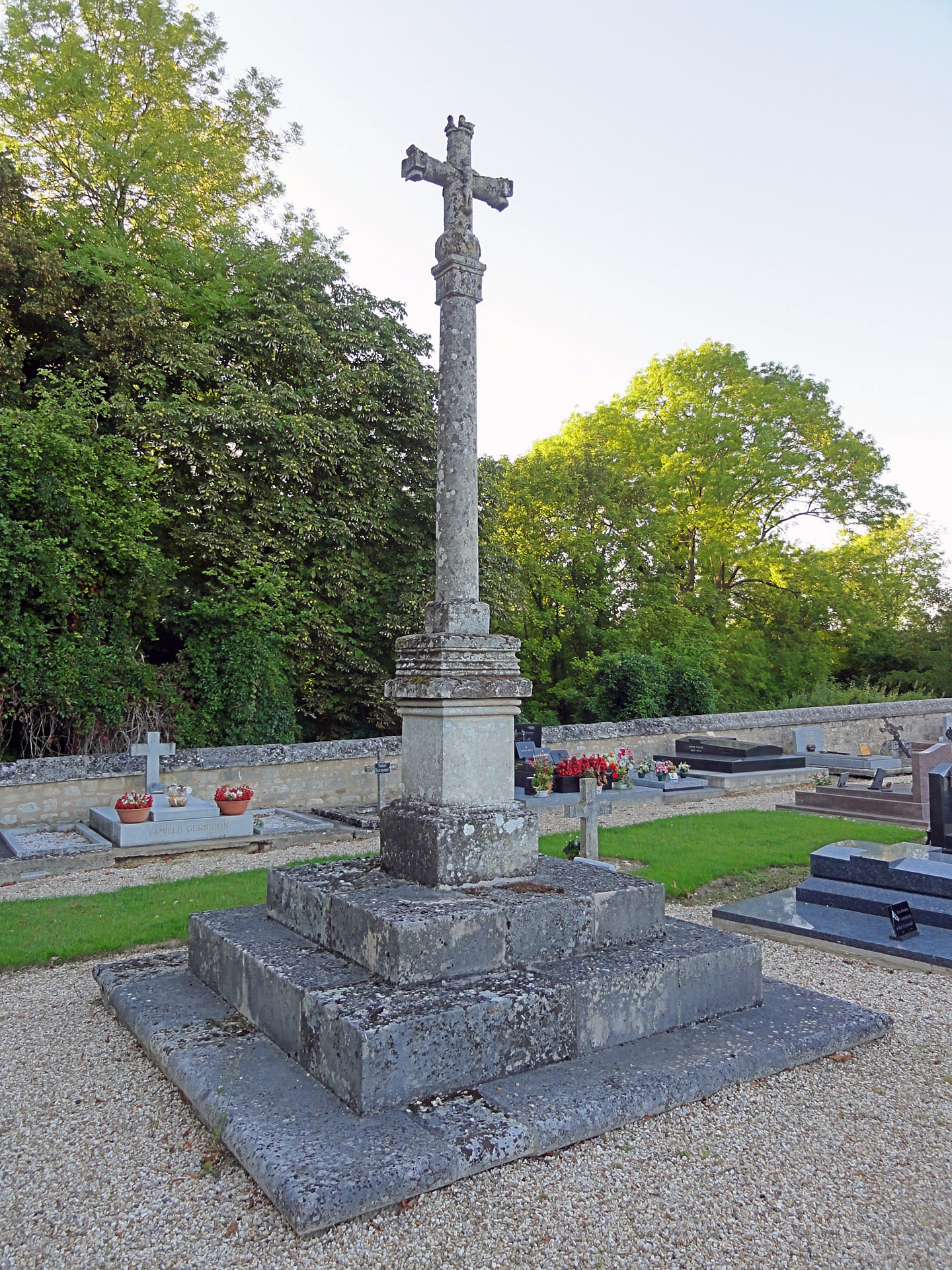
Croix de cimetière.
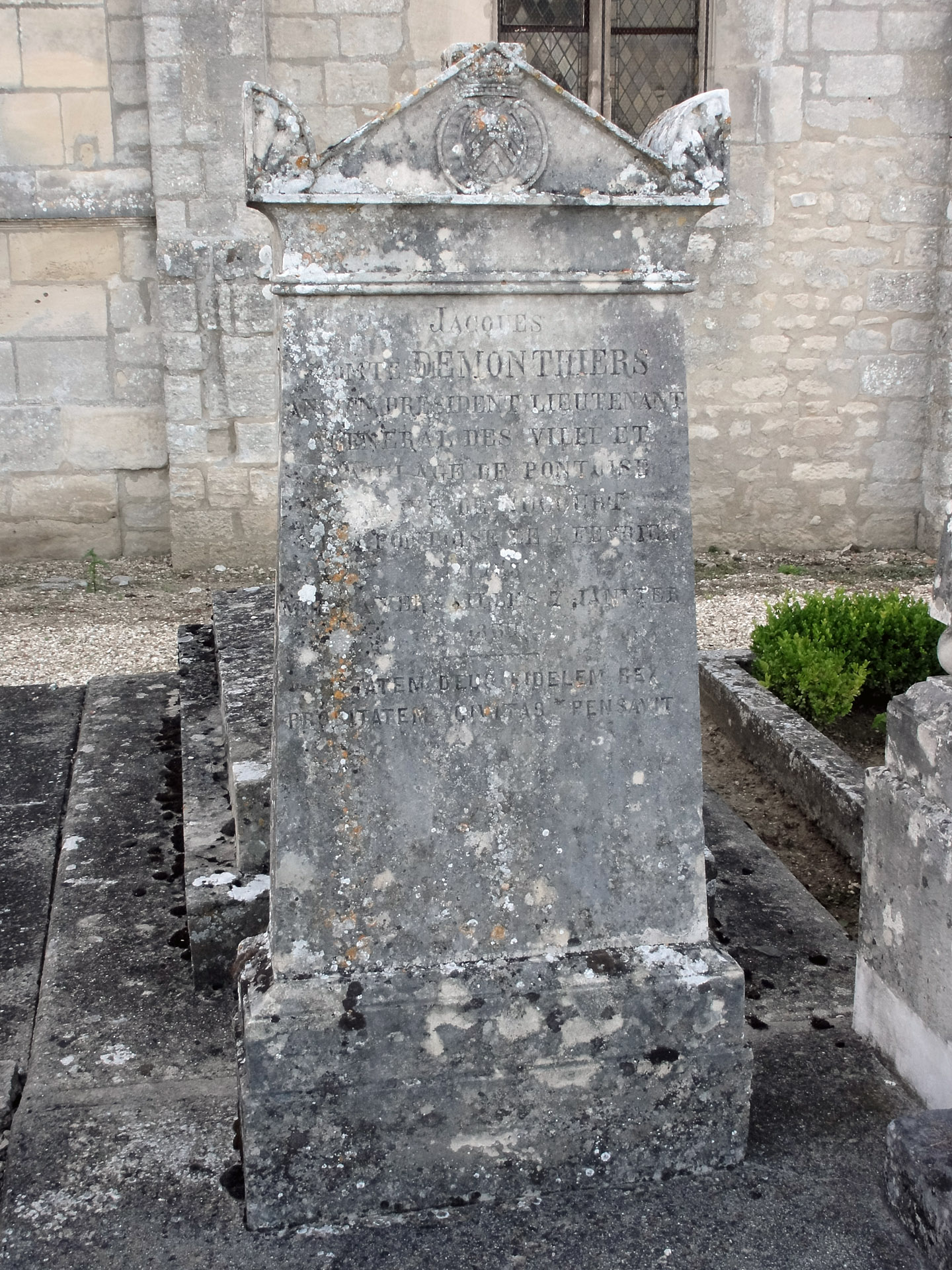
Tombe de Jacques comte de Monthiers.
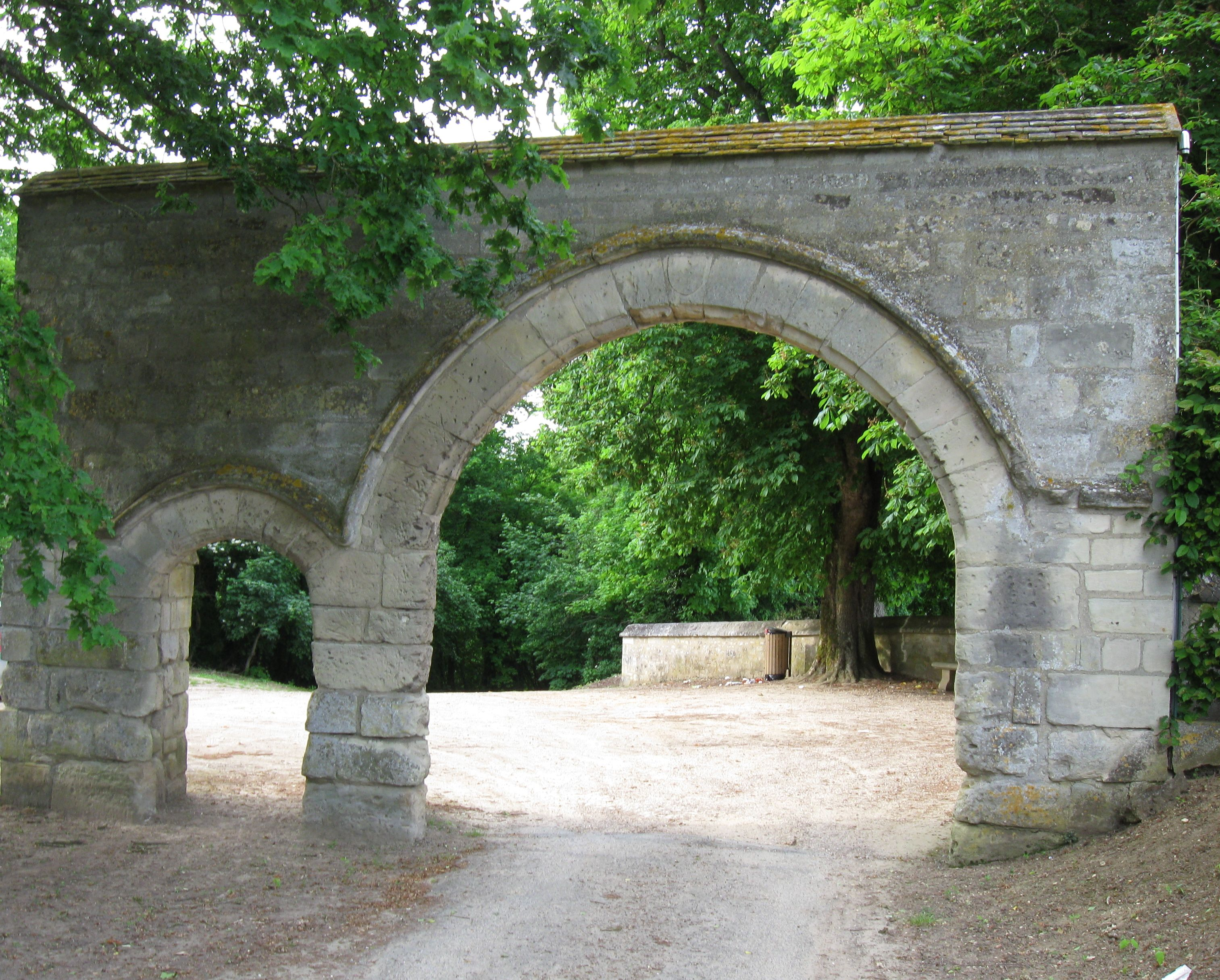
Portail du cimetière.

Nucourt compte trois monuments historiques sur son territoire.
- Église Saint-Quentin (classée monument historique par arrêté du 24 mars 1915[32])

Comme pour beaucoup d'autres églises vexinoises, le plan rectangulaire d'apparence simple et la relative homogénéité des élévations extérieures, imputable à la réfection d'une bonne partie de fenêtres, cachent en réalité un édifice complexe d'une grande diversité stylistique.
L'église de Nucourt se singularise surtout par son implantation loin de toute habitation, et par ses deux clochers issus de deux époques différentes. Le clocher-porche occidental, inachevé, est de style Renaissance, et date de 1560 environ. Le clocher en bâtière central est de style gothique primitif, et date des alentours de 1175. Il peut être considéré comme l'archétype des clochers gothiques du Vexin. Sa base et le croisillon sud sont un peu antérieurs, et constituent les parties les plus anciennes de l'église. Sinon, l'on distingue principalement la nef de trois travées accompagnée de deux bas-côtés, qui sont encore influencés par le style flamboyant tardif mais appartiennent déjà à la Renaissance, et le chœur gothique de deux travées accompagnée de deux chapelles, qui ont été bâtis sous trois campagnes distinctes entre 1210 / 1220 et le début du XIVe siècle.
Tout le vaisseau central est à deux niveaux d'élévation, mais complètement dépourvu de fenêtres latérales. Plus que pour son architecture, qui n'atteint pas le même niveau que pour les églises les plus abouties de la région, l'église Saint-Quentin est remarquable pour son grand retable en pierre de la fin du premier tiers du XVIe siècle. Comme la majorité des retables de l'époque, il illustre la Passion du Christ, mais il a été sculpté par un artiste d'une dextérité hors du commun, et séduit tant par la vérité des gestes et attitudes des personnages, que par la profusion du décor et la plasticité des scènes, qui n'a rien à envier aux retables de bois. Les panneaux peints qui formaient jadis les volets du retable ont malheureusement dû être mis en dépôt pour des raisons de sécurité. Ils sont dédiés au martyre de saint Quentin, patron de l'église,.
- Croix de cimetière (classée monument historique par arrêté du 19 septembre 1963[35])

La petite croix en pierre sculptée du XVIe siècle avec son long fût rond repose sur un socle de petit diamètre, prenant lui-même appui sur un soubassement de trois niveaux successifs, à l'instar de marches d'escalier.
- Tombe de Jacques comte de Monthiers (classée monument historique par arrêté du 21 avril 1938[36])

Déplacé vers le cimetière autour de l'église depuis une nécropole privée au lieu-dit le Vieux-Hêtre, à l'est du village, elle date de 1837 et maintient le souvenir de l'ancien président et lieutenant général des villes et villages de Pontoise, maire de Nucourt et propriétaire du château. L'un de ses mérites est d'avoir caché, pendant la Révolution française, le corps de la bienheureuse sœur Marie de l'Incarnation (1566-1618), fondatrice des carmelites en France.

#### Autres éléments du patrimoine
- Portail du cimetière : Muni d'une porte cochère et d'une porte piétonne, les deux plein cintre, consolidé de contreforts et recouvert d'un chaperon de tuiles, c'est un portail de ferme caractéristique de la région. Il provient du village et a été disloqué vers le cimetière à l'occasion de l'élargissement d'une rue[34] en 1963.
- Château de Nucourt, rue de Magny.
- Croix en pierre du XVIIIe siècle encastrée dans un mur, rue de la Saussaye[34].
- Neuf calvaires et croix de chemin autour du village et du hameau de Hardeville, ainsi que près de l'église.
- Statue de la Vierge, 10 rue de la Mare[34].

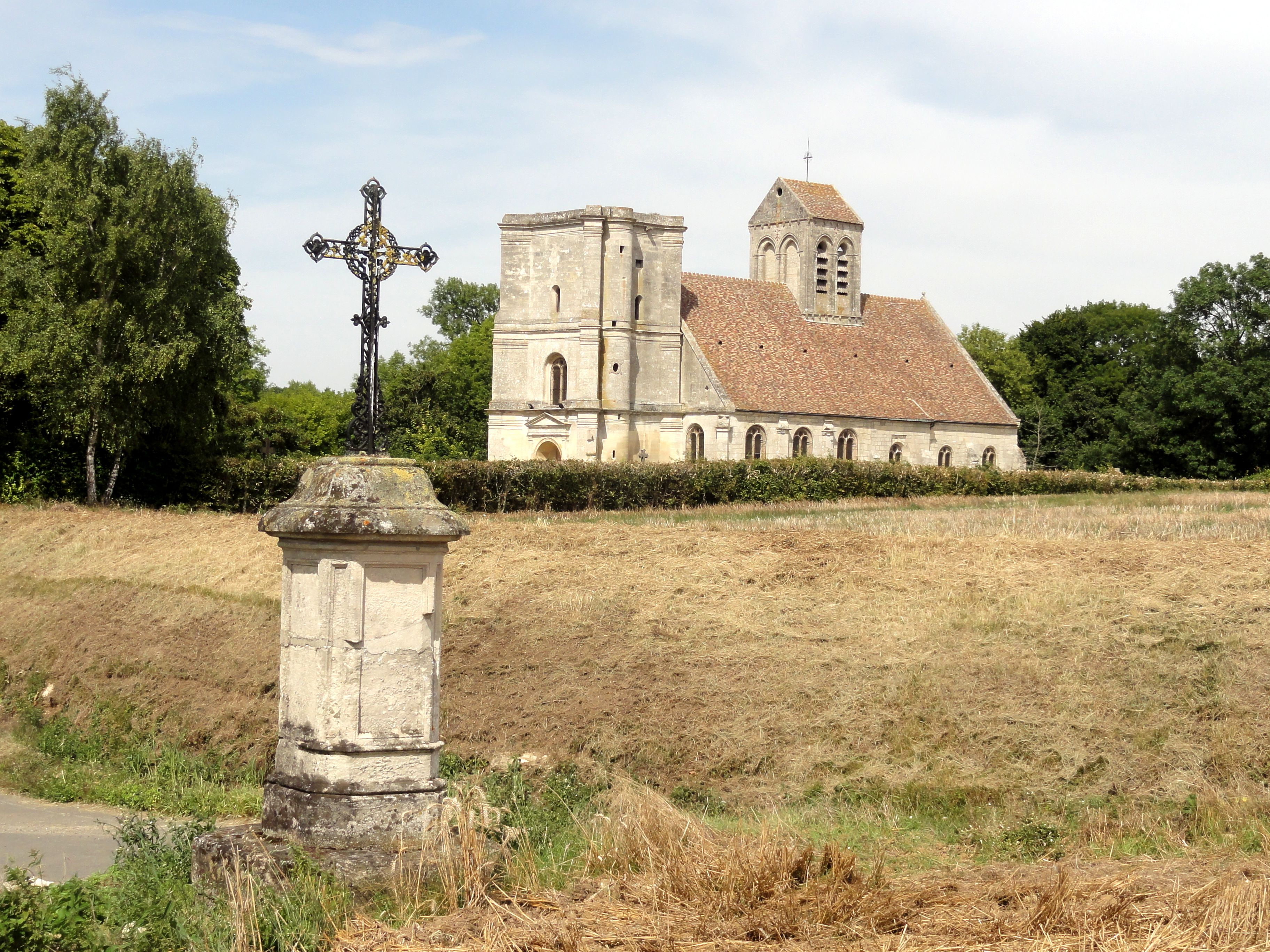
Calvaire près de l'église.
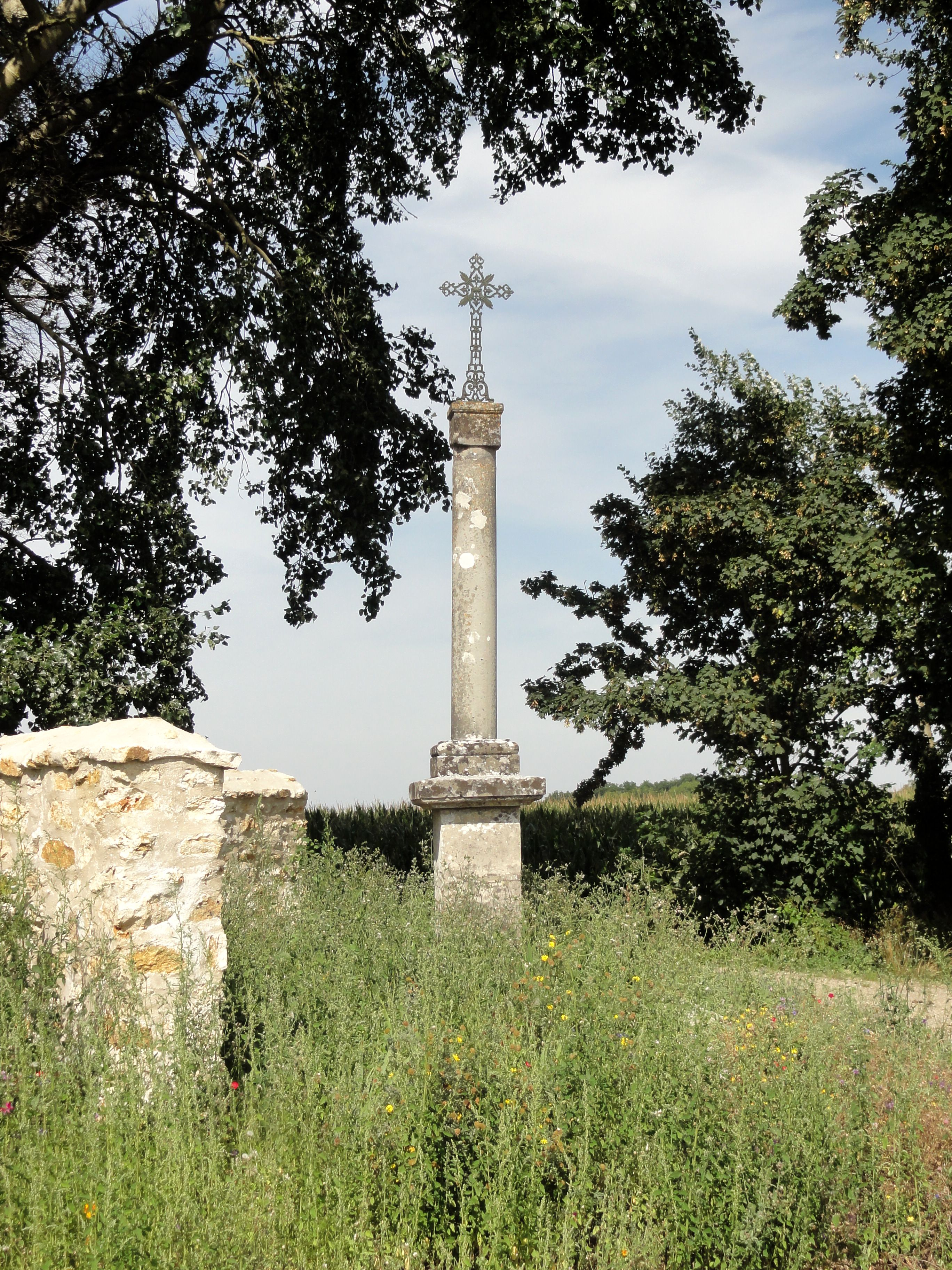
Calvaire, route de Magny.
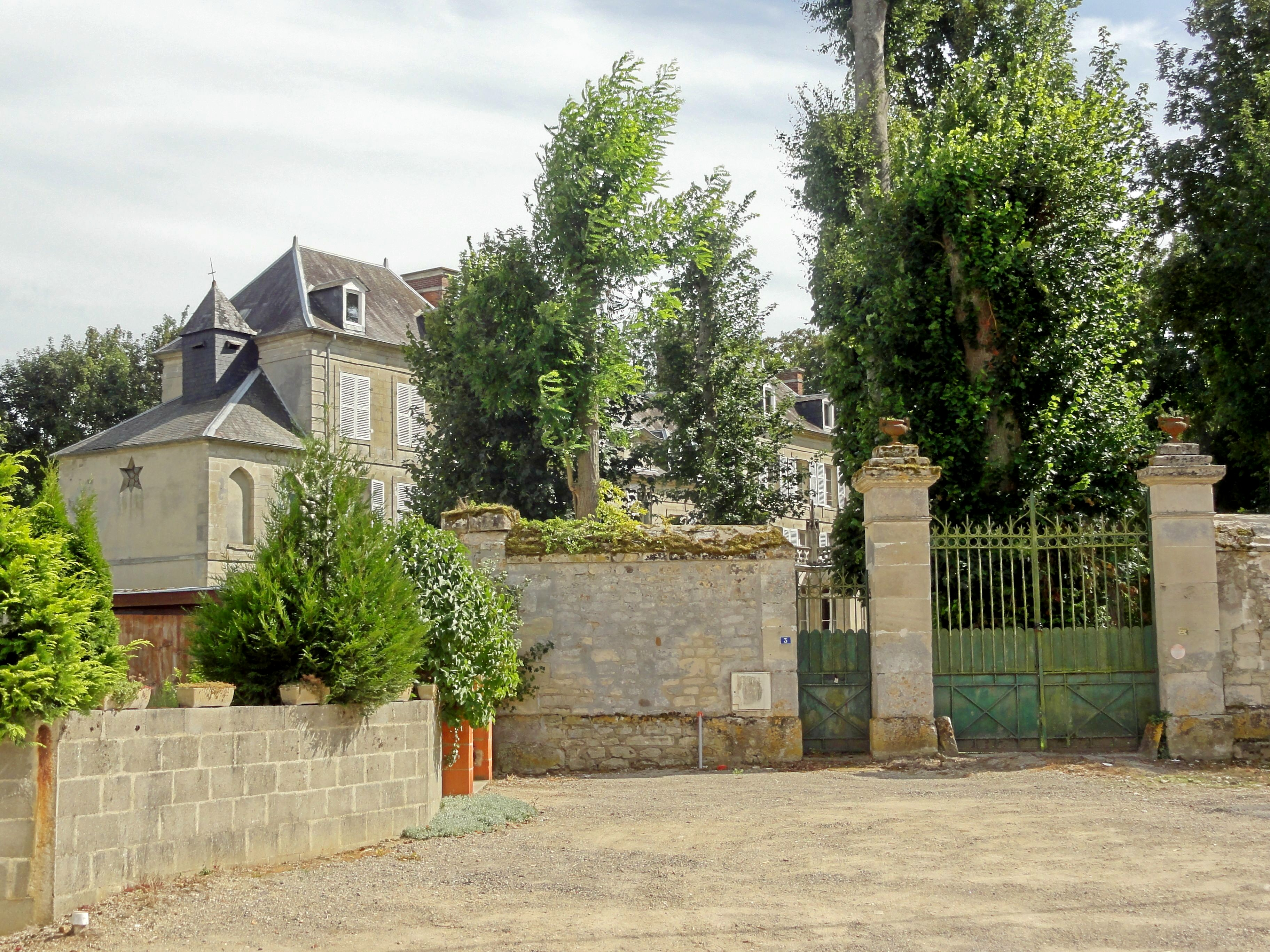
Château de Nucourt.
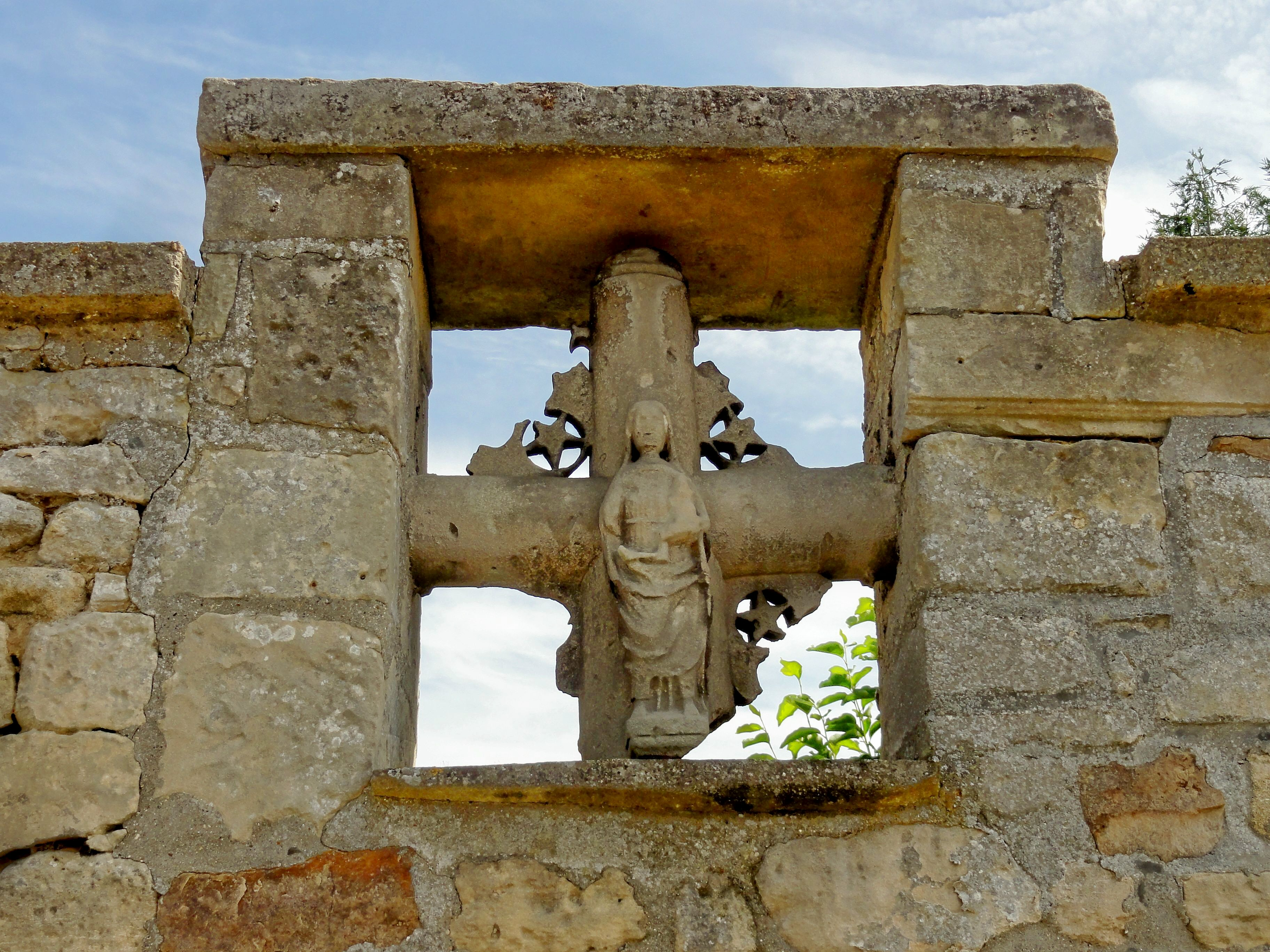
Croix en pierre XVIIIe s.
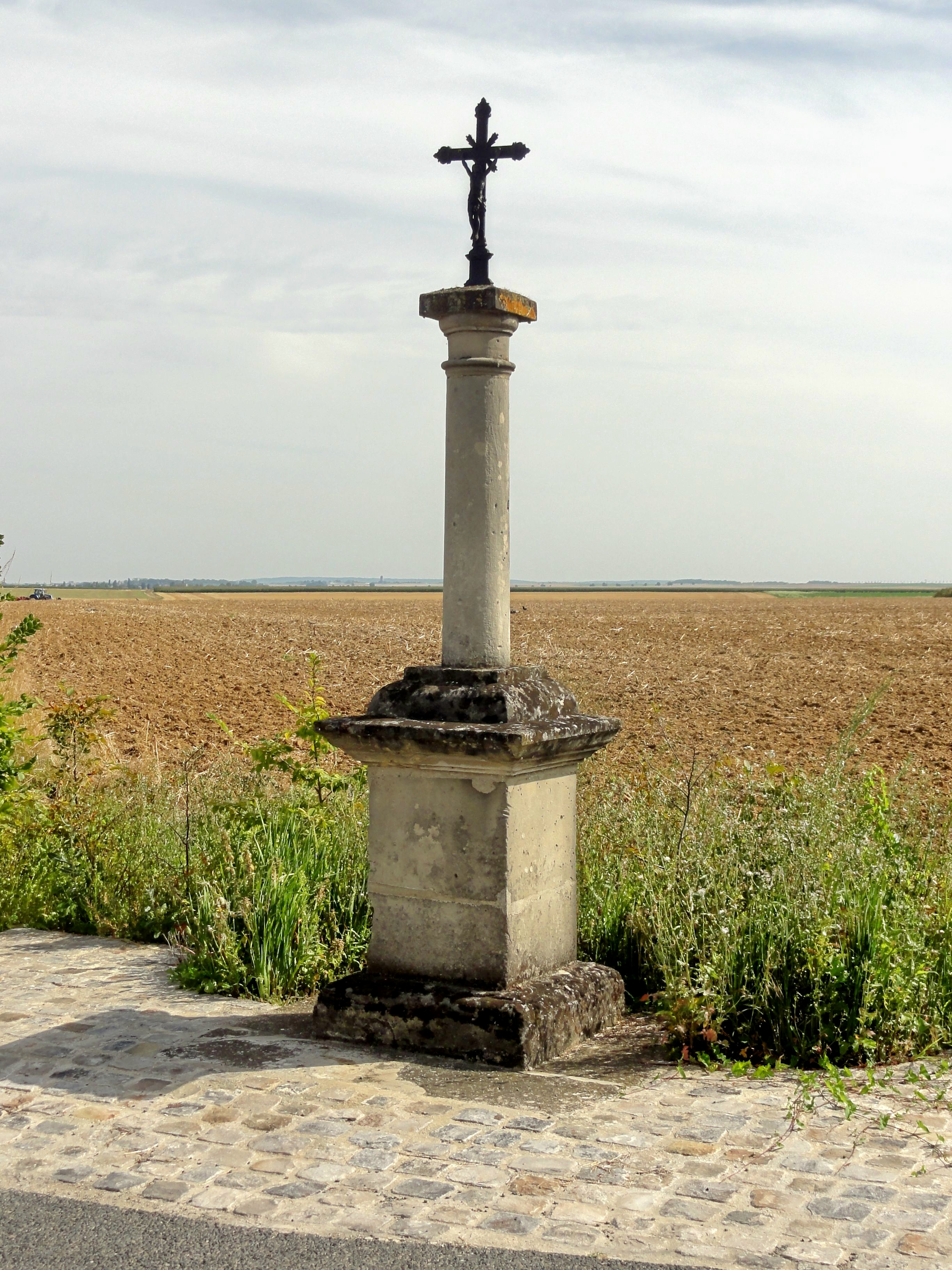
Calvaire, route du Bellay.
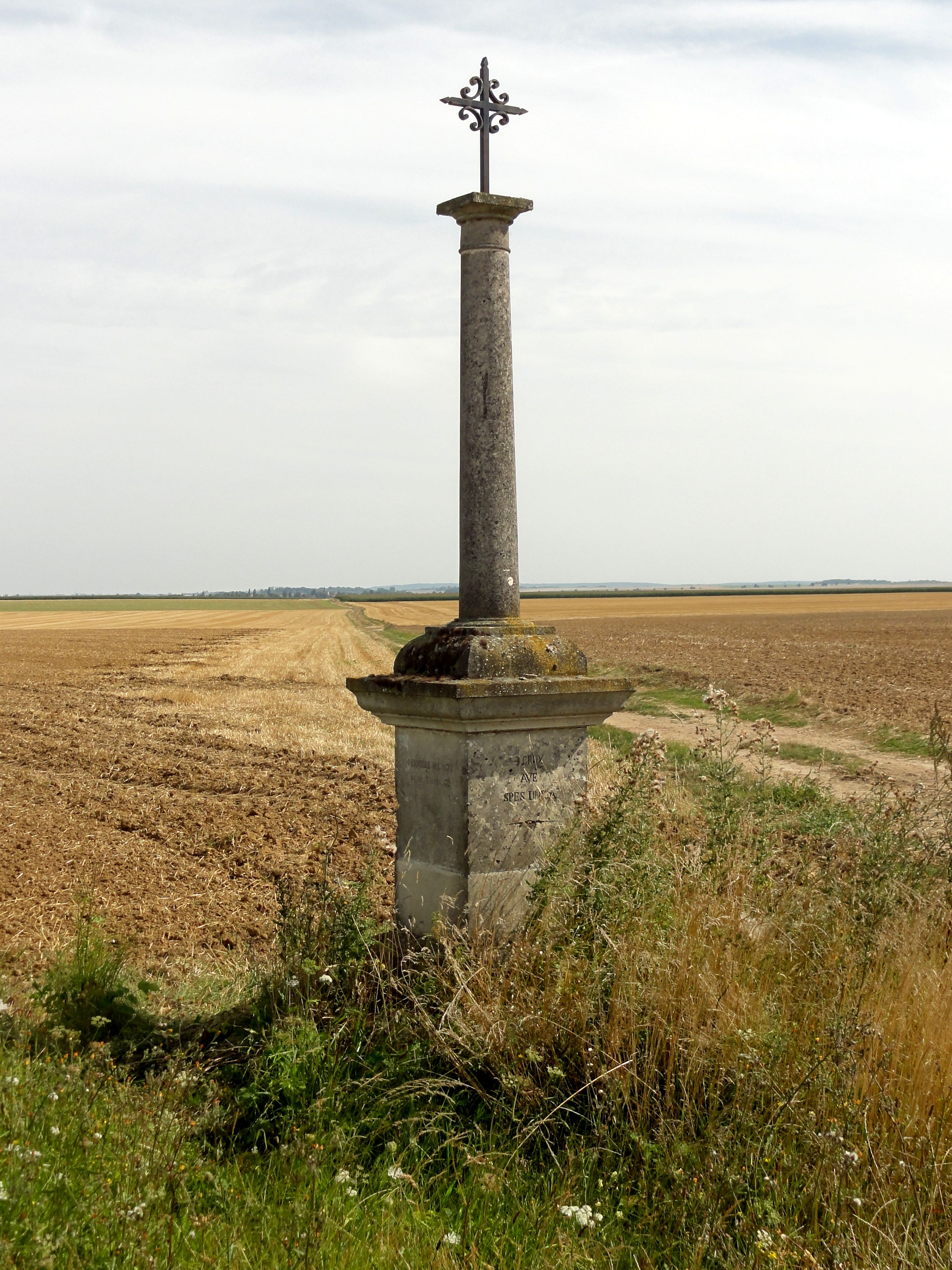
Calvaire, route du Bellay.

#### Sentier du patrimoine
Un parcours de 6,6 km au départ de la mairie de Nucourt permet de découvrir la mairie-école, le château, l’église Saint-Quentin, les anciennes cressonnières, les sources de l’Aubette de Magny, le lavoir, le camp de César, les anciens fours à chaux et les anciennes carrières, l’ancienne gare, la ferme Morin, le pédiluve et le cimetière mérovingien.

### Héraldique
| Blason de Nucourt | Blason  | Parti : écartelé : au premier d'azur à la devise d'argent accompagnée de six croisettes d'or rangées trois en chef et trois en pointe, au deuxième d'argent aux trois fasces de gueules, au troisième de gueules à l'aigle d'argent becquée et membrée d'or, au quatrième d'or aux trois chevrons de gueules. |
| Blason de Nucourt | Détails | |